# Агга (цар)
Агга або Акка (ag-ga) — цар (лугаль) давнього шумерського міста Кіша, що правив у XXVII столітті до н. е. Останній представник I династії Кіша. Всі доступні зараз джерела, що згадують ім'я Агги («Царський список», епічна поема «Гільгамеш і Агга», Туммальський напис) однозначно стверджують, що Агга був сином попереднього царя Ен-Мебарагесі. Всі ці джерела відносяться до пізнішого часу, сучасних Аггі написів не збереглося. «Туммальський напис» згадує Аггу як ініціатора будівництв у Ніппурському святилищі, зокрема за його часів там було відбуловано Туммаль — храм Нінліль божественної дружини Енліля.
Епічна поема «Гільгамеш і Агга» розповідає як Агга через послів зажадав від правителя міста Урука видати Гільгамеша, який на той час ніби-то брав участі в розпочатих кішським правителем іригаційних роботах. Гільгамеш відмовився здаватися без бою, тоді Агга перейшов до прямих військових дій і обложив Урук. У ході цієї облоги Агга зазнав поразки і був взятий у полон Гільгамешем. Однак з незрозумілих причин Гільгамеш обійшовся милостливо з полоненим і відпустив Аггу на свободу.
«Царський список» оповідає, що під час правління Агги Кіш зазнав поразки у військово-політичній боротьбі й загально-шумерский престол було перенесено до Еану (тобто в «Дім Ана» — храм бога неба Ана (аккад. Ану) в Уруці). Потім у списку йдеться про те, що після I династії Урука слідувала I династія Ура. Проте поема «Гільгамеш і Агга» оголошує цих двох царів сучасниками, а «Туммальский напис» йде ще далі, записуючи в сучасники до них ще й царів I династії Ура Месанепаду і його сина Мескіангнуну. Й нібито саме Месанепада відвоював у Агги священне місто Ніппур. У ході цих подій стає зрозумілою милостива політика Гільгамеша щодо поваленого Агги, адже було вигідніше в його особі мати союзника проти могутнього царя Ура.
«Царський список» приписує йому, як і всім раннім шумерським царям легендарно довге правління протягом 625 років.